# Trélissac
 Trélissac  es una población y comuna francesa, situada en la región de Aquitania, departamento de Dordoña, en el distrito de Périgueux y cantón de Périgueux-Nord-Est.

## Demografía
| 3847 | 5037 | 5502 | 6186 | 6660 | 6422 |
| Para los censos de 1962 a 1999 la población legal corresponde a la población sin duplicidades (Fuente: INSEE [Consultar]) |      |      |      |      |      |

Forma parte de la aglomeración urbana de Périgueux.